# Patrick Lowie
 (janvier 2022).
 (septembre 2022).
 (janvier 2022).
Pour les articles homonymes, voir Lowie.
Patrick Lowie, né à Bruxelles le 21 juin 1964, résidant au Maroc depuis 2019, est un écrivain, éditeur, artiste plasticien et metteur en scène belge de langue française.

## Biographie
Patrick Lowie est un écrivain, éditeur et metteur en scène belge de langue française, né le 21 juin 1964 à Bruxelles. Polyglotte avec des aptitudes linguistiques variées, il a résidé dans plusieurs pays : en Belgique, en Italie, au Portugal, au Brésil et au Maroc Il est aussi traducteur français-italien, diplômé de l'Université de Sienne[réf. nécessaire].
Patrick Lowie eu l'équivalent BAC en Belgique et a suivi pendant deux ans des cours de photographie.
Il travaille dès 1984 comme assistant attaché de presse sur des tournages de films à Rome, notamment sur le film Ginger et Fred de Federico Fellini.
De 1988 à 1993, il crée à Bruxelles trois espaces culturels dans le quartier Saint-Géry : le café-cinéma Le Paltoquet, la boutique nocturne La terre vue de la lune et le café Mina fan's club Uiallalla, en collaboration avec l'artiste italien Paolo Cipriani. Entre 1991 et 1993, il est chargé de mission au Cabinet de l'échevin Michel Van Roye à la Ville de Bruxelles dans le cadre du Parcours BD de Bruxelles. Il travaille également pour une ONG française de 1998 à 2000.
En tant qu'écrivain, Patrick Lowie a publié une vingtaine de livres, le premier en 1995, un recueil de nouvelles intitulé Je suis héros positif, 17 histoires pour le cinéma.
De 2000 à 2005, il fait paraître trois romans se déroulant au Maroc : Au rythme des déluges, La légende des amandiers en fleur et L'enfant du Kerala. Il a publié ses livres aux éditions MaelstrÖm, Biliki, Bonobo, P.A.T., Onze et Edern. À partir de 2012, il se lance dans l'écriture des Chroniques de Mapuetos. Il collabore régulièrement à la revue Marginales depuis 2022.
En 2005, ils créent la plateforme Rezolibre.com.
En 2005, Patrick Lowie fonde les éditions Biliki avec Hassan Charach.
Il publie en 2010, Patrick Lowie est pour l’interdiction de la raclette suisse en Belgique, un recueil de « statuts » publiés sur Facebook, qui est au cœur d'une polémique pour des propos jugés « anti-suisses ». Jacques Mercier y voit lui une marque d'« humour » belge. Après cette polémique, Lowie quitte la direction des éditions Biliki en mai 2010.
De 2010 à 2019, il est directeur des éditions P.A.T..
De 2019 à 2021, il est responsable éditorial des éditions Onze à Casablanca,, au Maroc.
En octobre 2021, il devient directeur du développement de scénarios au sein d'une maison de production norvégienne, poste qu'il occupe jusqu'en mars 2023.
Il rejoint Vincent Engel aux éditions Edern en décembre 2023.
En 2007, Patrick Lowie rejoint  un collectif d'éditeurs et participe à l'organisation d'un die-in lors de la foire du livre de Bruxelles.
En 2008, il fait partie du jury du prix triennal de poésie de la Communauté française de Belgique. En novembre 2023, il est nommé Vice-président de l'association PEN CLUB Belgique.

## Publications

### Les chroniques de Mapuetos
En décembre 2013, à la sortie du livre Amaroli Miracoli, Patrick Lowie annonce à la RTBF qu'il s'agit du début d'une série littéraire de quarante épisodes (Les Chroniques de Mapuetos) accompagnée de performances musicales.
Elle est censée avoir été écrite par un certain Marceau Ivréa, que Patrick Lowie dit avoir découvert et dont il aurait recomposé le travail disparate, en forme de série littéraire. Dans la fiction littéraire de Lowie, Marceau Ivréa est présenté comme un écrivain belgo-italien retrouvé mort à la prison de Saint-Gilles en Belgique, auteur de milliers de pages retrouvées dans une chambre du Grand Hôtel Liégeois de Bruxelles.
- 0 : Amaroli Miracoli (2013) - Ed. MaelstrÖm
- 1 : Marrakech, désamour (2013) - Ed. P.A.T. (Réédition en 2024 - Ed. ONZE, Maroc)
- 2 : Le Cantique des Cantiques (2014) - Ed. MaelstrÖm
- 3 : Charabia (2015) - Ed. P.A.T.
  - Siamo due gatti (2015) - Ed. P.A.T. - Traduction en italien d'Irène Seghetti
- 4 : Next (F9), 111 portraits oniriques (2017) - Ed. P.A.T.
- 5 : Le rêve de l'échelle (2018) - Ed. MaelstrÖm
- 6 : Next (F9), 66 autres portraits oniriques (2020) - Ed. P.A.T.
- 7 : Le totem d'Imyriacht, 252 portraits oniriques (2023) - Ed. MaelstrÖm

### Livres
- 1995 : Je suis héros positif - Ed. El
- 2000 : Au rythme des déluges - Ed. Thé Glacé
- 2003 : La légende des amandiers en fleur - Ed. Labor
- 2005 : La tentation du lait et du miel / A Tentação do leite e do mel - Ed. Biliki / Editora Sulina (Brésil)
- 2005 : L'enfant du Kerala - Ed. Bonobo
- 2006 : Le plongeoir - Ed. Maelström
- 2008 : Al ritmo dei diluvi - Ed. Biliki
- 2009 : Oudayas  - Ed. Biliki
- 2009 : Le printemps des chiens errants  - Ed. Biliki
- 2010 : Patrick Lowie est pour l'interdiction de la raclette suisse en Belgique - Ed. Biliki
- 2011 : Au rythme des déluges - Ed. P.A.T.
- 2012 : Astronaute astigmate recherche robot cyclope version vintage spécialiste en danse du ventre pour fantastique voyage intergalactique - Ed. P.A.T.
- 2017 : La légende des amandiers en fleur - Ed. P.A.T.
- 2024 : La trilogie des illusions - Ed. Edern

### Textes
- 1995 : Cher Hender... - Le Soir (Belgique) - Prix Les Amants du Métro (Rétine de Plateau, Cocof de Belgique)- Ce texte sera affiché dans le métro bruxellois en 1995, publié ensuite dans le livre "Les Amants du Métro", en 2000 dans Au rythme des déluges (ThéGlacé), et en 2016 dans le livre Métro de Paris, Station Liberté de Frédéric Vignale (Ed. P.A.T.)
- 2001 : Avec toi - Revue Inter-Culturelle d'Art et de Littérature (Liaison Numéro 20 - 2001) - Éditions Liaison
- 2007 : Le chemin peu crédible - Paroles d'exils - Éditions Biliki (Belgique)
- 2008 : Pas de visa pour Mohamed - Côté Maroc VII - Éditions Marsam (Maroc)  - Éditions Marsam (Maroc)
- 2009 : Les chiens errants - Le répondeur
- 2017 : Portrait onirique de Jaeyeol Han - Journal de mes Paysages n°6 - PL Quality editions (France)
- 2019 : Portrait onirique d'Arnaud Delcorte - Aimants + Rémanences - Éditions Unicité (France)
- 2019 : Portrait onirique de Carl Gustav Jung - Nos périodes V - Onirisme - Éditions le Mot : Lame (Belgique)
- 2020 : Autoportrait onirique - dans le cadre "Des écrivains à l'heure du Covid-19" - Al Bayane (Maroc), 3 avril 2020
- 2022 : Portrait onirique de Laurence Vielle - Le Carnet et les Instants n°210, Lettres belges de langue française, janvier 2022
- 2023 : Portrait onirique d’Hypatie d’Alexandrie - dans Marginales et dans Le Soir, 2 juin 2023[14]

## Artiste plasticien
Depuis 2012, Patrick Lowie crée des sculptures à base de fer galvanisé et d'agitateurs. Il s'associe en 2020, en pleine pandémie, à Bilal Faris et montent une première exposition à Casablanca au Maroc.

## Filmographie

### Réalisateur
Patrick Lowie a réalisé quelques courts-métrages oniriques et surréalistes entre 1987 et 2010.
- 2010 : 32 décembre - J'irai cracher sur vos moules frites (vidéo-poésie réalisée pour le web)[réf. nécessaire]
- 2010 : Cher Hender... (vidéo-poésie réalisée pour le web)[réf. nécessaire]
- 1993 : Visages brésiliens, The One Minute Festival (1993), projeté à São Paulo et à Recife, Festival Les Belges savent pourquoi (Lisbonne 1996)[réf. nécessaire]
- 1991 : Flash, Festival International du Film Indépendant de Bruxelles (1992), Festival Les Belges savent pourquoi (Lisbonne 1996)[réf. nécessaire]
- 1987 : Recherche producteur désespérément [17][source insuffisante] - Festival Cinema e Video a Piccole Dosi (Universitá La Sapienza / Roma - Italie) 1989, Festival de Salsomaggiore (Italie) 1988, Festival del Cinema d’Autore di San Remo (Italie) 1988, Festival du Court-Métrage de Namur (Belgique) 1988, Festival de Bruxelles (Belgique) 1988, Festival International de l'Inconscience (1989) - Film en ligne[réf. nécessaire]

### Acteur
- 1991 : Instants de Paolo Cipriani[réf. nécessaire]
- 1993 : Bruxelles, mise en pièces de Miel Van Hoogenbemt[réf. nécessaire]

## Théâtre et performance

### Comédien
- 1996 : Loïc & Sébastien de Frédéric Roberts produit à Lisbonne, Espaço Ginjal
- 1996 : Loïc & Sébastien de Frédéric Roberts Institut Franco-Portugais
- 12 & 13 février 1997 : Loïc & Sébastien de Frédéric Roberts, Centre des Riches-Claires, Bruxelles, Belgique
- 21 février 1997 : Loïc & Sébastien de Frédéric Roberts, Dell'Arte, Herentals, Belgique

### Ateliers de théâtre à Ouarzazate
- 1997 : France-Maroc 0-4 (plusieurs représentations à Ouarzazate)
- 1999 : Le silence (plusieurs représentations au Goethe Institut de Rabat)

### Festival d'Avignon
- 2001 : Plateforme Cosmos Medina Dialogue entre le "théâtre des opprimés" selon Boal et des ateliers d’écriture reliés par duplex Internet entre Avignon et Ouarzazate.

### Ateliers de théâtre à Bruxelles
- 2003 - 2004 : La vache et l'étranger (plusieurs représentations)
- 2003 : Abus de couloirs - Athénée Royal Leonardo da Vinci

### Créations
- 1998 : Mistero Fo (Hommage à Dario Fo) - Produit par l’Istituto Italiano di Cultura de Rabat - Festival de Rabat 1998 et Tanger 1998
- 2004 : Le plongeoir / o trampolim (Brésil) - Produit en partenariat avec l’Alliance Française de Porto Alegre
- 7 septembre 2012 : (KALEIDO - RIMBAUD - SCOPE), Marrakech (Bourse Sabam, Belgique)
- 1er mars 2014 : Mapuetos, Marrakech désamour, Ouf de la Biennale (Marrakech)
- 15 mai 2014 : Mapuetos, Le cantique des cantiques, Fiestival (Bruxelles)

### Lectures et adaptations
- 2005-2011 : La tentation du lait et du miel (Porto Alegre, Paris, Bruxelles, Marrakech et Casablanca)
- 5 mars 2016 : Lettre à Leila (Hommage à Leila Alaoui, photographe franco-marocaine victime d'une attaque terroriste à Ouagadougou) de Laurence Veysseyre

## Organisateur d’événements
Parallèlement à ses activités artistiques Patrick Lowie organise, produit, conceptualise ou est commissaire événements culturels.
- 1986-1989 : Sortie de Secours (bimestriel culturel), fondateur, directeur
- 1989-1992 : Le Paltoquet (café-cinéma à Bruxelles) : concepteur et directeur
- 1992-1993 : Chargé de Mission à la Ville de Bruxelles pour la création et la mise en place du Parcours de la Bande Dessinée[18].
- 1996 : 100 ans d'histoire de la bande dessinée en Wallonie-Bruxelles, C.G.R.I (Belgique) et le Centre belge de la bande dessinée à l'institut franco-portugais de Lisbonne, commissaire de l'exposition.
- 1999-2000 : DIA (Organisation non-gouvernementale française), Responsable des Programmes de développement au Maroc et au Maghreb[19]
- 2000 : Cosmos Medina asbl (association belge), administrateur[20]
- 2005 : il crée le prix Gros Sel, prix littéraire sympathique et irrévérencieux[6] remis chaque année le premier mercredi du mois de décembre, quelques heures après le prix Victor Rossel.
- 2008-2009 : Edilib (Association des éditeurs littéraires de Belgique), administrateur
- 2008-2009 : Le OFF, administrateur
- 2009 : Le OFF de la Foire du Livre de Bruxelles, directeur[21]